# 松陰高等学校

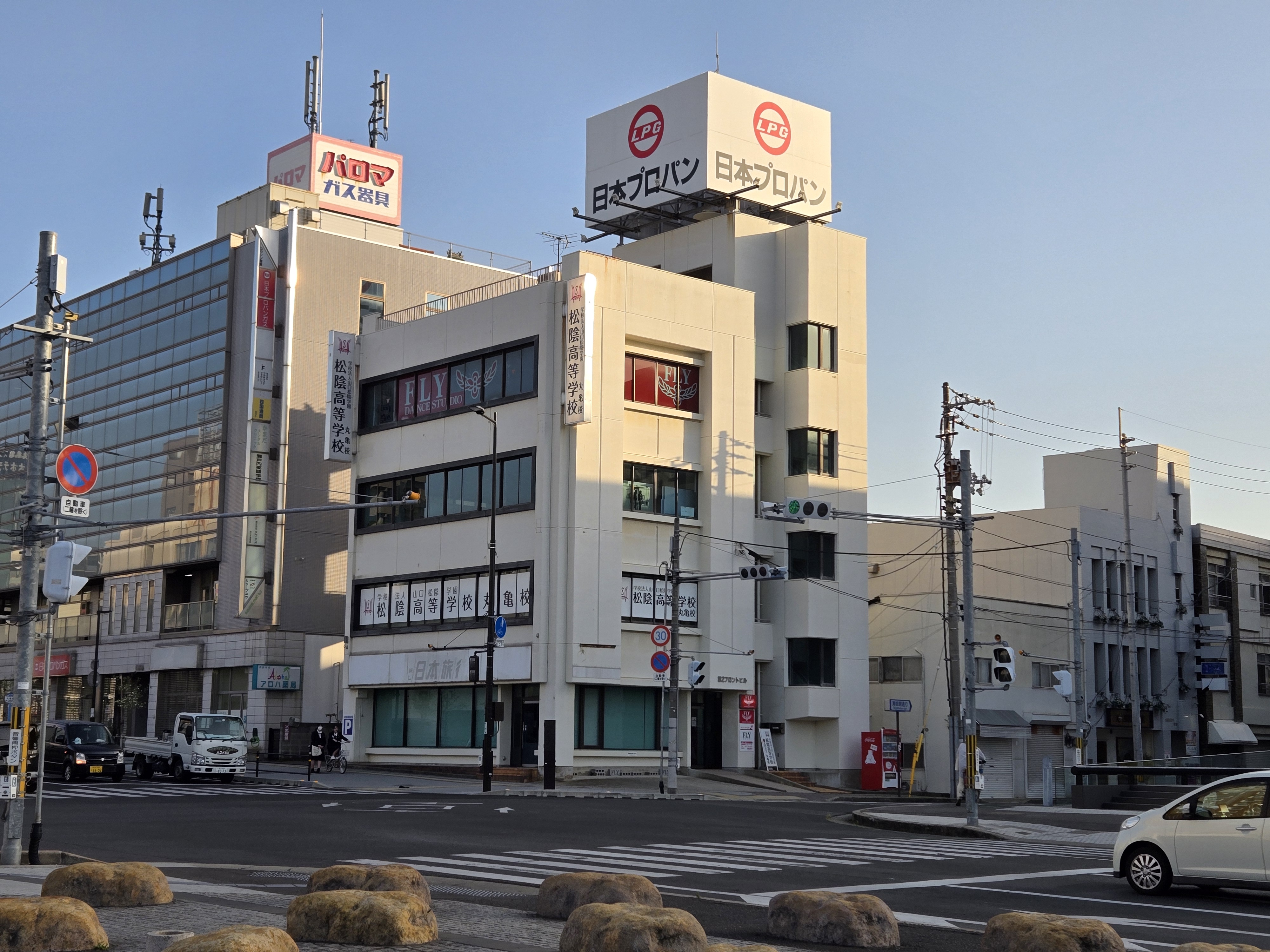
丸亀校

松陰高等学校（しょういんこうとうがっこう）とは、山口県岩国市にある私立の広域通信制高等学校である。学校法人山口松陰学園が運営している。

## 概観
2011年（平成13年）1月1日に開校。当初は全国6箇所（島根・大阪・横浜・千葉）の学習センターを開設した。
本校舎はかつての錦町立向峠小学校の校舎を利用している。本校舎の他に岩国市麻里布町の岩国学習センターを中心に全国21都府県（2024年4月現在）に学習センターを構え、それぞれの学習センターで入学から卒業までが可能（本校在籍者以外は在学中岩国本校に行く必要がない）となっている。通信教育による自宅学習と、スクーリング（面接指導）の併用で授業が行われる。前期・後期の2学期単位制で、新入生は4月と10月入学を受け入れている。また、高校中退等で転入学・編入学を希望する人は随時出願を受け付けている。

## 学習システム
単位の認定には、通信制高校と同じく各教科2～16時間程度のスクーリング（面接指導）とレポートの提出、総合学習・学校設定科目・芸術科目以外は認定テストを受ける事が必要である。